# Petter Pedersen
Petter Mørland Pedersen (Arendal, 7 de junio de 1984) es un deportista noruego que compitió en vela en la clase Star.
Ganó dos medallas de bronce en el Campeonato Europeo de Star, en los años 2008 y 2012. Participó en los Juegos Olímpicos de Londres 2012, ocupando el cuarto lugar en la clase Star.

## Palmarés internacional
| \| Campeonato Europeo \| Campeonato Europeo \| Campeonato Europeo \| Campeonato Europeo \| \| Año \| Lugar \| Medalla \| Clase \| \| ------------------ \| ------------------------ \| ------------------ \| ------------------ \| \| 2008 \| Balatonföldvár (Hungría) \| Medalla de bronce \| Star \| \| 2012 \| San Remo (Italia) \| Medalla de bronce \| Star \| |                          |                   |       |
| Campeonato Europeo |                          |                   |       |
| Año | Lugar                    | Medalla           | Clase |
| 2008 | Balatonföldvár (Hungría) | Medalla de bronce | Star  |
| 2012 | San Remo (Italia)        | Medalla de bronce | Star  |